# ماركو أنطونيو تريجو
ماركو أنطونيو تريجو (بالإسبانية: Marco Antonio Trejo)‏ هو لاعب كرة قدم ومدرب كرة قدم مكسيكي، ولد في 8 ديسمبر 1958 في مدينة مكسيكو في المكسيك. لعب مع كروز آزول ونادي أطلس.